# 江村稔
江村 稔（えむら みのる、1923年5月5日 - 2017年11月6日）は、日本の経済学者。東京大学名誉教授。1999年に勲二等瑞宝章授与。専門は監査会計。東京都杉並区出身。

## 主な著書
- 企業会計総論（1979年） ISBN 4839415188
- 利潤計算と会計制度（1983年） ISBN 4130410105